# Compilador creuat

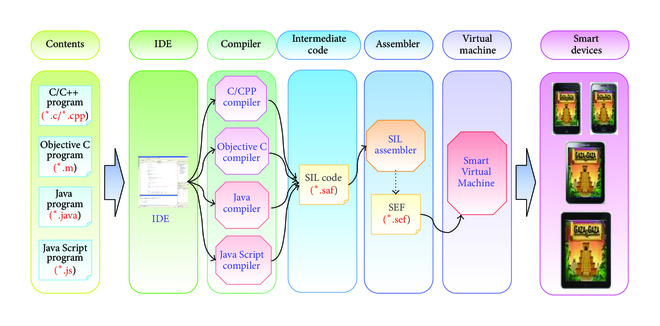
Exemple d sistema de plataforma creuada per a telèfons mòbils.

Un compilador creuat és un compilador capaç de crear codi executable per a una plataforma diferent a la d'on s'executa el compilador. Per exemple, un compilador que s'executa en un ordinador però que genera codi que s'executa en un telèfon intel·ligent Android és un compilador creuat.
Un compilador creuat és útil per compilar codi per a diverses plataformes des d'un amfitrió de desenvolupament. La compilació directa a la plataforma de destinació pot ser inviable, per exemple en sistemes encastats amb recursos informàtics limitats.
Els compiladors creuats són diferents dels compiladors d'origen a font. Un compilador creuat és per a la generació de programari multiplataforma de codi màquina, mentre que un compilador d'origen a font tradueix d'un llenguatge de codificació a un altre en codi de text. Tots dos són eines de programació.
L'ús fonamental d'un compilador creuat és separar l'entorn de compilació de l'entorn de destinació. Això és útil en diverses situacions:
- Ordinadors incrustats on un dispositiu té recursos molt limitats. Per exemple, un forn de microones tindrà un ordinador extremadament petit per llegir el seu teclat i el sensor de la porta, proporcionar sortida a una pantalla digital i un altaveu i controlar el microones per cuinar aliments. Aquest ordinador generalment no és prou potent per executar un compilador, un sistema de fitxers o un entorn de desenvolupament.
- Compilació per a diverses màquines. Per exemple, una empresa pot voler donar suport a diverses versions diferents d'un sistema operatiu o donar suport a diversos sistemes operatius diferents. Mitjançant un compilador creuat, es pot configurar un únic entorn de compilació per compilar per a cadascun d'aquests objectius.
- Compilant en una granja de servidors. De manera similar a la compilació per a diverses màquines, una compilació complicada que implica moltes operacions de compilació es pot executar a qualsevol màquina que sigui gratuïta, independentment del seu maquinari subjacent o de la versió del sistema operatiu que s'executi.
- Bootstrapping a una nova plataforma. Quan es desenvolupa programari per a una plataforma nova, o l'emulador d'una plataforma futura, s'utilitza un compilador creuat per compilar les eines necessàries com ara el sistema operatiu i un compilador natiu.
- Compilant codi natiu per a emuladors per a plataformes més antigues ara obsoletes com el Commodore 64 o l'Apple II per entusiastes que utilitzen compiladors creuats que s'executen en una plataforma actual (com ara els compiladors creuats MS-DOS 6502 d'Aztec C que s'executen amb Windows XP).[4]